# Sông Hantan
Sông Hantan nằm tại Hàn Quốc, chảy qua hai tỉnh Gangwon và Gyeonggi. Đây là một chi lưu của Imjin, mà cuối cùng cúng hợp dòng vào sông Hán rồi đổ vào Hoàng Hải. Sông Hantan là một địa điểm thân thuộc đối với hoạt động chèo thuyền mạo hiểm.
Tác nhân lây nhiễm Hantavirus lần đầu tiên được xác định tại khu vực sông Hantan do giáo sư Lee Ho-wang. Bởi trong các ấn phẩm ban đầu của ông sử dụng cách chuyển tự sông là "Hantaan," nên nhiều khi chính tả ngày nay vẫn còn viết là "virus Hantaan".